# Billburttia
Billburttia es un género con 2 especies  perteneciente a la familia  Apiaceae.

## Taxonomía
El género fue descrito por Magee & B.-E.van Wyk y publicado en Plant Systematics and Evolution 283: 241–242. 2009.

## Especies
- Billburttia capensoides Sales & Hedge
- Billburttia vaginoides Sales & Hedge